# Metaphycus atriphragma
Metaphycus atriphragma är en stekelart som först beskrevs av Girault 1936.  Metaphycus atriphragma ingår i släktet Metaphycus och familjen sköldlussteklar. Inga underarter finns listade i Catalogue of Life.